# زبون

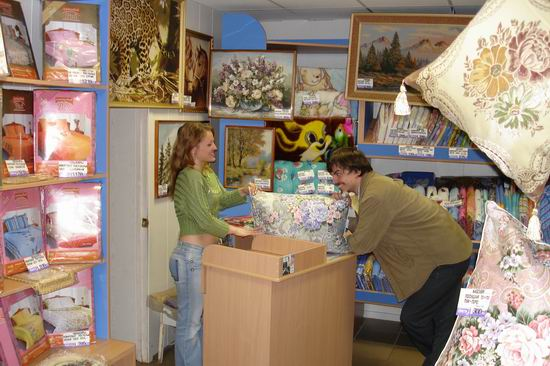

الزَّبُون (ج زبائن) أو العميل (ج العملاء) أو الحريف (ج الحرفاء) هو المستهلك أو المشتري للبضاعة من دكّان أو دكاكين أو أي نوع من أسواق ومراكز تجارية. بمعنى آخر، الزبون هو العميل الذي يطلب أو يقبل على شراء السلعة المعروضة في السوق.
المصطلح زبون لا يستخدم علمي وليس له استخدامات علمية في علم الاقتصاد والتجارة، إنما الكلمة تستعمل عادة من العاملين في أفراع البيع التجارية والدكاكين. كلمة زبون كذلك أصبحت شائعة عند المشترين، وهي أيضاً مستعملة من قبل الزبائن أنفسهم.[بحاجة لمصدر]
الزبون يختلف عن العميل حيث أن العميل لديه ارتباط مع البائع في أكثر من مصلحة أو في أكثر من عملية بيع ويسمى بمصطلح آخر زبون دائم.
يتلخص الزبون في ثلاثة صلاحيات أساسية ترمز بالإنجليزية بـ M.A.N. وهي تعني بالعربية:
- المال: لديه المال لشراء المنتج المعروض.
- الصلاحية: يملك صلاحية الشراء. 
- الحاجة: وهي احتياجه للمنتج المعروض.
معنى زبون في معجم المعاني الجامع: زَبون (اسم) والجمع: زَبائِنُ وزُبُن الزَّبُونُ: المتعامل مع مقدم خدمة أو تجارة.
العميل (الذي يعرف أحيانا باسم العميل، المشتري، أو المشتري) هو المستفيد من السلعة، اوالخدمة أو المنتج أو الفكرة، التي تم الحصول عليها من البائع، بائع أو المورد مقابل تعويض ذي قيمة نقدية أو غيرها.ويتم تصنيف العملاء بشكل عام إلى نوعين:
العميل أو التاجر الوسيط الذي يشتري البضائع لإعادة بيع.
العميل النهائي الذي يشتري البضاعة لا لإعادة بيعها وانما ينقلها إلى المستهلك أو في الواقع هو المستهلك نفسه.
العميل قد لا يكون نفسه المستهلك، على الرغم من أن الشائع هو الخلط بينهم شراء السلع للعميل أو من يستخدمها المستهلك النهائي لها. ويجوز أن يكون العميل النهائي المستهلك كذلك، ومن الامثله على ذلك شراء مواد لشخص آخر للاستهلاك. ويكون العميل هو الوسيط وليس المستهلك على الإطلاق. الوضع هنا معقد إلى حد ما، في حين أن العملاء في تجارة السلع والخدمات الصناعية مثلا (الذين هم كيانات مثل الهيئات الحكومية، والشركات المصنعة، والمؤسسات التعليمية والطبية) هم أنفسهم يستخدمون ما يوصلهم إلى السلع والخدمات التي يشترونها، ويدمجونها في المنتجات النهائية الأخرى، وذلك من الناحية الفنية المستهلكين أيضا. ومع ذلك، نادرا ما يطلق عليهم المستهلك، ولكن يطلق عليهم العملاء الصناعيين أو العملاء للأعمال الموجهة، والذين يشترون الخدمات بدلا من السلع الاستهلاكية نادرا ما يسمون الزبائن.
Six Sigma هي الأماكن النشطة اوالعملاء في المعارض يكونوا لفئات أخرى من الناس: لا تهدف للعملاء وغير العملاء. انما العملاء الذين تم التعامل معهم بنشاط مع رجال الأعمال خلال فترة زمنية معينة وهي تعتمد على المنتجات التي تباع، ولا تهدف للعملاء الذين هم عملاء في الماضي أي الزبائن بل تنافس على العملاء المحتملين في المستقبل الذين يختارون القيام بالاعمال التجارية، وتماما غير ذلك من الناس العملاء الذين ينشطون في الاسواق المختلفة.
وكما يصنف العملاء بطريقة Tennant ، في مجال التسويق. من قبل المسوقين، ومنظمون السوق، والاقتصاديين، في عالم خدمة العملاء خدمة في كثير من الأحيان إلى فئتين اساسيتن وهما:
العميل الخارجي للمنظمة وهو العميل الذي ليس له علاقة مباشرة مع المنظمة.
العميل الداخلي وهو العميل الذي يرتبط مباشرة مع المنظمة، وعادة ما يكون داخل المنظمة ولكن ليس بالضرورة ان يكون داخلها. والعملاء الداخليين عادة ما يكونوا من أصحاب المصلحة اوالموظفين أو المساهمين وهذا التعريف يشمل أيضا الدائنين والجهات التنظيمية الخارجية.
وجاءت فكرة وجود العميل الداخلي من قبل إدخال أي من العملاء الخارجيين. وقد حصل جوزيف جوران M. على شعبية كبيرة من قبل إدارة الجودة في عرضه في الطبعة الرابعة من الدليل (جوران 1988) وقد اكتسب منذ ذلك الحين قبولا واسعا في أدبيات إدارة الجودة الشاملة وخدمة التسويق ورضا العملاء من العملاء الداخليين للشركة وهو شيء اساسي مسلم به في الوقت الحاضر من قبل العديد من المنظمات هو ورضا العملاء الخارجيين، وأن المؤسسات الخدمية التي تصمم المنتجات لرضا العميل الداخلي يكون عندها أكثر قدرة على تلبية احتياجات العملاء الخارجيين. والابحاث النظرية في ممارسة الإدارة للعميل الداخلي تستمر حتى اليوم في مجموعة متنوعة من الصناعات وقطاع الخدمات.